# Soyuz 38
Soyuz 38 foi a 12.ª expedição à estação espacial Salyut 6 e o sétimo grupo internacional do programa soviético Intercosmos. Levou na tripulação o cosmonauta Arnaldo Tamayo Méndez, primeiro e único cubano a ir no espaço.

## Tripulação
| Posição           | Cosmonauta            |
| ----------------- | --------------------- |
| Comandante        | Yuri Romanenko        |
| Engenheiro de voo | Arnaldo Tamayo Méndez |

## Parâmetros da Missão
- Massa: 6 800 kg
- Perigeu: 199.7 km
- Apogeu: 273.5 km
- Inclinação: 51.63°
- Período: 88,194 minutos

## Pontos altos da missão
A acoplagem da Soyuz 38 ocorreu na escuridão. Conforme a nave espacial se aproximava da Salyut 6, os Dneipers podiam apenas ver seus “faróis frontais”. Ryumin filmou a ignição e operação do motor de transporte principal. Méndez e o comandante soviético Yuri Romanenko aterrissaram sem nenhum acidente.